# هما دوروتی پرواز
هما دوروتی پرواز (به انگلیسی: Homa Dorothy Parvaz) خبرنگار شبکه تلویزیونی الجزیره‌است که تابعیت ایرانی، کانادایی و آمریکایی دارد.

## تحصیلات
پروز کارشناسی ارشد روزنامه‌نگاری از دانشگاه آریزونا دارد و دوره‌های فلوشیب را در دانشگاه هاروارد و کمبریج گذرانده‌است.

## ناپدید شدن
او روز جمعه ۲۹ آوریل سال ۲۰۱۱ برای پوشش ناآرامی‌های سوریه با گذرنامه ایرانی خود به دمشق سفر کرد، اما مقام‌های این کشور وی را در فرودگاه بازداشت کردند. پروز از سال ۲۰۱۰ میلادی از سوی بخش انگلیسی‌زبان تلویزیون الجزیره استخدام شد و پیش از سفر به سوریه، اخبار مربوط به زمین‌لرزه و سونامی ژاپن را پوشش داده بود.

## آزاد شدن
به گزارش شبکه خبری الجزیره، وی سر انجام پس از پروز از ایران به دوحه قطر هم اینک آزاد است.